# Edgardo Gabriel Storni
Edgardo Gabriel Storni (Santa Fe, 6 aprile 1936 – La Falda, 20 febbraio 2012) è stato un arcivescovo cattolico argentino.

## Biografia
Monsignor Edgardo Gabriel Storni nacque a Santa Fe il 6 aprile 1936.

### Formazione e ministero sacerdotale
Il 23 dicembre 1961 fu ordinato presbitero per l'arcidiocesi di Santa Fe. Al momento della nomina episcopale era canonico teologo del capitolo della cattedrale di Ognissanti a Santa Fe.

### Ministero episcopale
Il 4 gennaio 1977 papa Paolo VI lo nominò vescovo ausiliare di Santa Fe e titolare di Croe. Ricevette l'ordinazione episcopale il 25 marzo successivo dall'arcivescovo metropolita di Santa Fe Vicente Faustino Zazpe, co-consacranti il vescovo di Azul Manuel Marengo e quello di San Roque de Presidencia Roque Sáenz Peña Ítalo Severino Di Stéfano.
Il 28 agosto 1984 papa Giovanni Paolo II lo nominò arcivescovo metropolita di Santa Fe. Prese possesso dell'arcidiocesi il 30 settembre successivo.
Tra il 1991 e il 1999 sottrasse fondi pubblici dal capitolo di Santa Fe della colletta nazionale "Più per meno", promossa dalla Chiesa cattolica in Argentina. Questo fu denunciato penalmente dal presidente del consiglio comunale di Santa Fe, Darío Boscarol. Il deficit di denaro sarebbe pari a 150 000 dollari anche se alcune fonti sostengono che la somma sarebbe molto più alta. Il vicario Mario Grassi affrontò le denunce per distrazione di fondi e ogni tipo di manovra amministrativa che si estenda al potere giudiziario.
Nei primi anni novanta fu accusato di abusi sessuali sulla base delle testimonianze di 47 seminaristi. Nel 1992, don José Tarcisio Guntern (1920-2007), parroco della chiesa di San Rocco del quartiere Sargento Cabral di Santa Fe ascoltò in modo confidenziale Rubén Descalzo, un seminarista diciottonne, che parlò di "certi atteggiamenti" che l'arcivescovo Storni gli aveva rivolto. Padre Guntern scrisse a monsignor Storni per chiedergli di cambiare atteggiamento. Giorni dopo al sacerdote fu ordinato di presentarsi con urgenza in arcivescovado. Lì fu minacciato e costretto a ritrattare le sue accuse da monsignor Hugo Capello, Marcelo Mateo, Edgard Stoffel e Mario Grassi. Capello, vicario generale, gli avrebbe detto: "Guarda, puoi morire da un momento all'altro". Questi quattro sacerdoti e il cancelliere, che facevano parte del gruppo di più stretti collaboratori dell'arcivescovo furono poi processati dal giudice istruttore Julio César Costa. Il giudice Costa accusò di "minacce coercitive e illegittima privazione della libertà" i sacerdoti Marcelo Mateo e Hugo Capello. Edgar Stoffel e Mario Grassi vennero accusati come partecipanti a questo fatto. Il provvedimento giudiziario raggiunse anche il notaio Ricardo Chaminaud, colui che verbalizzò la ritrattazione di padre Guntern, che venne perseguito per il reato di falso ideologico.
Nel 1994 venne sottoposto a un'indagine ordinata dalla Santa Sede e guidata da monsignor José María Arancibia, arcivescovo coadiutore di Mendoza. L'inchiesta durò sette mesi. Dopo la divulgazione dello scandalo, monsignor Storni usò i suoi contatti con l'allora nunzio apostolico Ubaldo Calabresi per organizzare un viaggio in Vaticano. Papa Giovanni Paolo II lo ricevette in udienza e lo confermò nell'incarico. Anche se un giornale locale, Rosario/12, riportò l'esistenza dell'indagine alla fine del 1994, la risposta della Chiesa non fu resa pubblica, l'interesse dei media apparentemente svanì e Storni rimase arcivescovo.
Tornato in diocesi, condusse campagne efficaci contro la salute riproduttiva impedendo, tra le altre cose, la distribuzione di contraccettivi negli ospedali pubblici, lo sviluppo di campagne di sensibilizzazione sessuale e la legge sul gioco d'azzardo. Riuscì a evitare l'installazione di casinò nella provincia di Santa Fe. Attraverso attività di lobbying con deputati e senatori cattolici ottenne miglioramenti sostanziali dei contributi statali nazionali alle scuole private cattoliche della sua provincia.
Nel 2002 la giornalista Olga Wornat presentò il suo libro "Nuestra Santa Madre" alla fiera del libro di Santa Fe. L'opera conteneva una raccolta delle accuse contro Storni, delle minacce ricevute da un prete che aveva chiesto le sue dimissioni e il resoconto dell'indagine condotta da monsignor José María Arancibia. Secondo Wornat, alcune delle vittime erano giovani di 15 o 16 anni. Il libro scatenò una reazione immediata. Cinque preti alleati di Storni - tra cui il vicario generale dell'arcidiocesi - presumibilmente costrinsero padre Guntern a firmare un atto notarile con il quale ritirava la sua lettera del 1992.
Dopo l'ondata di denunce e indagini sugli abusi sessuali commessi dai chierici cattolici in tutto il mondo, monsignor Storni perse il favore della Santa Sede. Il 28 agosto 2002 insieme ad altri vescovi argentini fu ricevuto in udienza dal pontefice in occasione della visita ad limina. Il 1º ottobre successivo papa Giovanni Paolo II accettò la sua rinuncia al governo pastorale dell'arcidiocesi. Monsignor Storni affermò tuttavia che le dimissioni non significavano un'accettazione della colpa. Si trasferì in una residenza ecclesiastica a La Falda, nella provincia di Córdoba, nel centro del paese.
Nel 2003 fu accusato formalmente di abuso sessuale aggravato. Nel 2009 la giudice Maria Amalia Mascheroni lo condannò a otto anni di carcere per abusi sessuali aggravati dal vincolo, contro l'ex seminarista Rubén Descalzo. Altre due accuse contro di lui furono rigettate perché il periodo di prescrizione era scaduto. Non fu incarcerato, ma venne confinato agli arresti domiciliari per ragioni di età e salute. Nel 2011 la camera penale della provincia di Santa Fe ordinò l'annullamento della sentenza e rinviò il caso.
Visse il resto dei suoi giorni sostenuto da una pensione ecclesiastica in una proprietà della Chiesa.
Morì a La Falda il 20 febbraio 2012 all'età di 75 anni.

## Genealogia episcopale
La genealogia episcopale è:
- Cardinale Scipione Rebiba
- Cardinale Giulio Antonio Santori
- Cardinale Girolamo Bernerio, O.P.
- Arcivescovo Galeazzo Sanvitale
- Cardinale Ludovico Ludovisi
- Cardinale Luigi Caetani
- Cardinale Ulderico Carpegna
- Cardinale Paluzzo Paluzzi Altieri degli Albertoni
- Papa Benedetto XIII
- Papa Benedetto XIV
- Papa Clemente XIII
- Cardinale Bernardino Giraud
- Cardinale Alessandro Mattei
- Cardinale Pietro Francesco Galleffi
- Cardinale Giacomo Filippo Fransoni
- Cardinale Carlo Sacconi
- Cardinale Edward Henry Howard
- Cardinale Mariano Rampolla del Tindaro
- Cardinale Antonio Vico
- Arcivescovo Filippo Cortesi
- Cardinale Antonio Caggiano
- Arcivescovo Vicente Faustino Zazpe
- Arcivescovo Edgardo Gabriel Storni